# Сенсорный экран

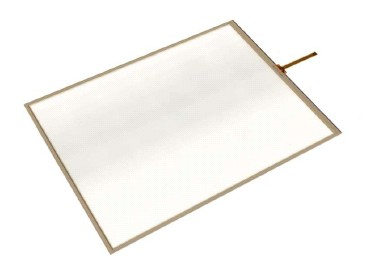
Сенсорная панель

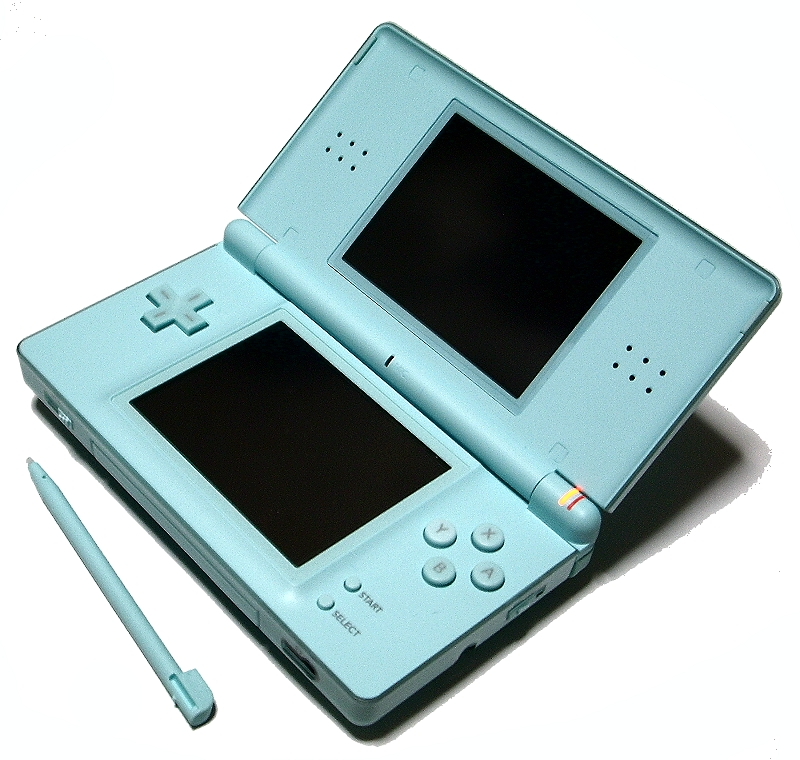
Nintendo DS — карманная игровая консоль с двумя экранами; нижний — сенсорный. Рядом — перо от неё.

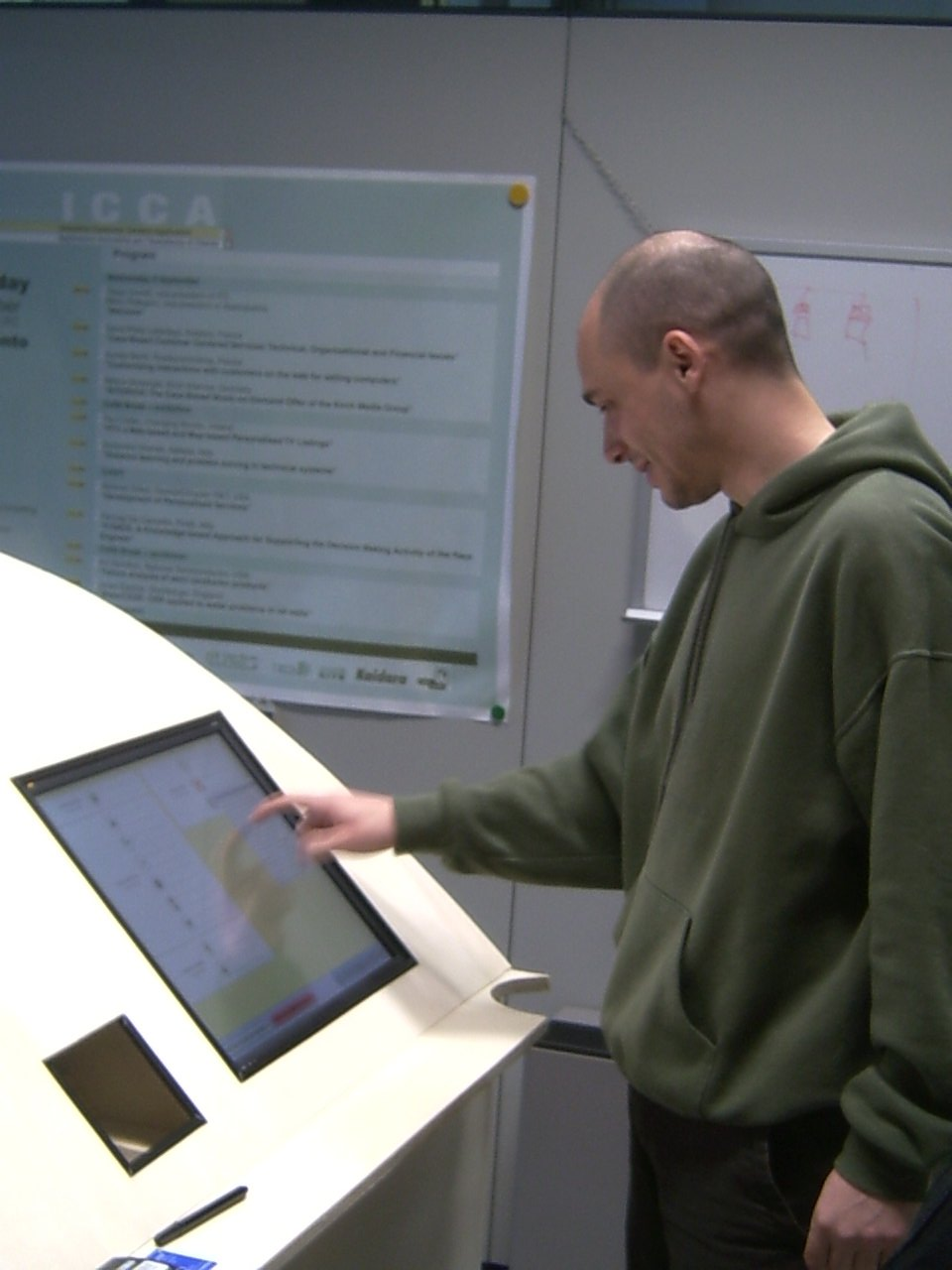
Информационный автомат с сенсорным экраном

Се́нсорный экра́н — устройство ввода и вывода информации, представляющее собой экран, реагирующий на прикосновения к нему.

## История
В США сенсорный экран был изобретён в рамках исследований по программированному обучению. Компьютерная система PLATO IV, появившаяся в 1972 году, имела сенсорный экран на сетке инфракрасных (ИК) лучей, состоявший из 16×16 блоков. Но даже столь низкая точность позволяла пользователю выбирать ответ, нажимая в нужное место экрана.
В 1971 году Сэмюэлем Херстом (будущим основателем компании Elographics, ныне Elo Touch Solutions) был разработан элограф — графический планшет, действовавший по четырёхпроводному резистивному принципу (U.S. Patent 3 662 105). В 1974 году он же сумел сделать элограф прозрачным, в 1977 — разработал пятипроводной экран. Объединившись с Siemens, в Elographics сумели сделать выпуклую сенсорную панель, подходившую к кинескопам того времени. На всемирной ярмарке 1982 года Elographics представила телевизор с сенсорным экраном.
В 1983 году вышел компьютер HP-150 с сенсорным экраном на ИК-сетке. Впрочем, в те времена сенсорные экраны применялись преимущественно в промышленной и медицинской аппаратуре.
В потребительские устройства (телефоны, КПК и т. д.) сенсорные экраны вошли как замена крохотной клавиатуре, когда появились устройства с большими (во всю переднюю панель) ЖК-экранами. Первая карманная игровая консоль с сенсорным экраном — Design Master Denshi Mangajuku в 1995 году; первое устройство, преподнесенное как первое поддерживающее мультитач — iPhone в 2007 году.

## Применение
Сенсорные экраны используются в платёжных терминалах, информационных киосках, автомобильных медиасистемах и бортовых компьютерах, оборудовании для автоматизации торговли, карманных компьютерах, мобильных телефонах, игровых консолях, операторских панелях в промышленности.

### Достоинства и недостатки в карманных устройствах

#### Достоинства
- Простота интерфейса.
- В аппарате могут сочетаться небольшие размеры и крупный экран.
- Быстрый набор в спокойной обстановке.
- Серьёзно расширяются мультимедийные возможности аппарата.

#### Недостатки
- Нет тактильной отдачи[4].
- Высокое энергопотребление.
- Сильное механическое воздействие может привести к повреждению экрана.
- Отсутствие гигиены экрана.

### Достоинства и недостатки в стационарных устройствах

#### Достоинства
В информационных и торговых автоматах, операторских панелях и прочих устройствах, в которых нет активного ввода, сенсорные экраны зарекомендовали себя как очень удобный способ взаимодействия человека с машиной. Достоинства:
- Повышенная надёжность.
- Устойчивость к жёстким внешним воздействиям (включая вандализм), пыле- и влагозащищённость.

#### Недостатки
- (Для ёмкостных экранов). Нет тактильной отдачи[4].
- Работая с вертикальным экраном, пользователь вынужден держать руку на весу. Поэтому вертикальные экраны пригодны только для эпизодического использования наподобие банкоматов.
- На горизонтальном экране руки загораживают обзор.
- Даже с острым пером параллакс ограничивает точность позиционирования действий оператора на сенсорных экранах без курсора. В то же время использование курсора создаёт оператору дополнительные сложности, уменьшая эргономичность.
- При использовании экрана не полностью чистыми руками использование затрудняется ввиду трудностей движения пальцев, а также образующихся отпечатков пальцев и пятен, если на экране нет специальных покрытий для их нейтрализации.

Эти недостатки не позволяют использовать только сенсорный экран в устройствах, с которыми человек работает часами. Впрочем, в грамотно спроектированном устройстве сенсорный экран может быть не единственным устройством ввода — например, на рабочем месте кассира сенсорный экран может применяться для быстрого выбора товара, а клавиатура — для ввода цифр.

## Принципы работы сенсорных экранов
Существует множество разных типов сенсорных экранов, которые работают на разных физических принципах.

### Резистивные сенсорные экраны

#### Четырёхпроводной

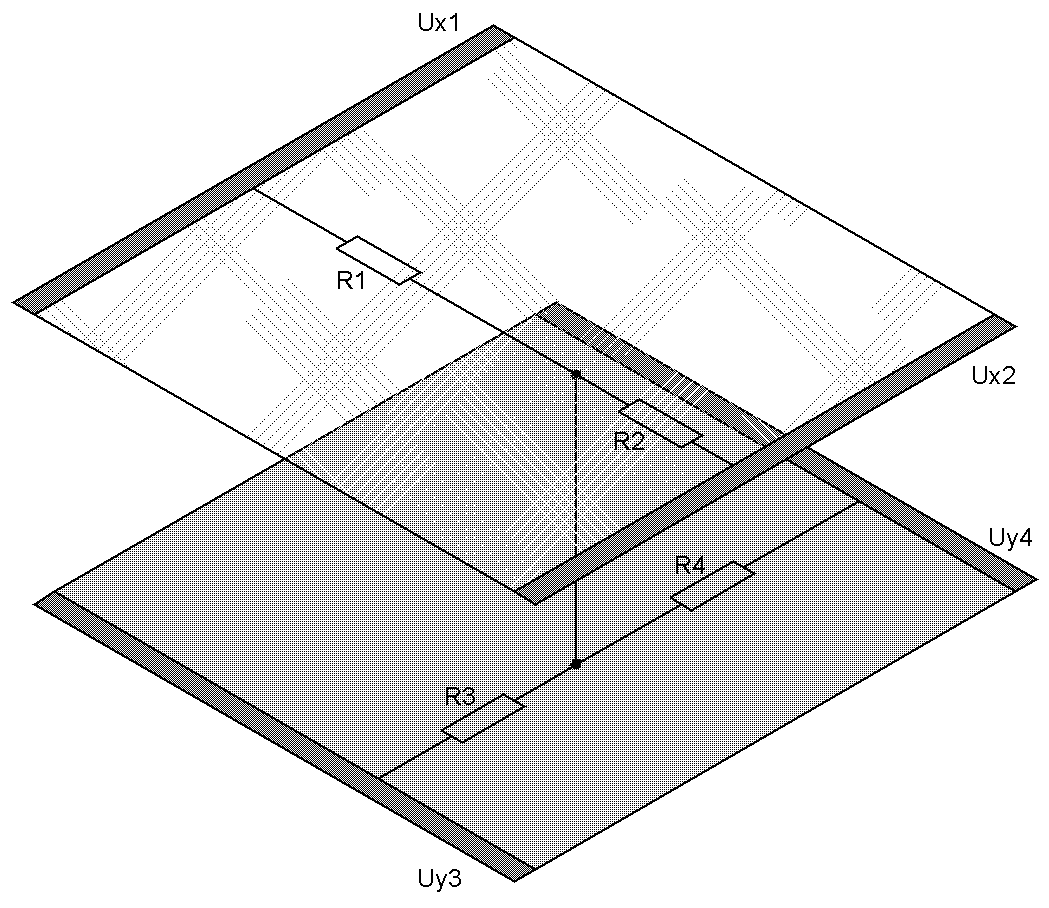
Принцип действия 4-проводного резистивного сенсорного экрана

Принцип действия 5-проводного резистивного сенсорного экрана

Резистивный сенсорный экран состоит из стеклянной панели и гибкой пластиковой мембраны. И на панель, и на мембрану нанесено резистивное покрытие. Пространство между стеклом и мембраной заполнено микроизоляторами, которые равномерно распределены по активной области экрана и надёжно изолируют проводящие поверхности. Когда на экран нажимают, панель и мембрана замыкаются, и контроллер с помощью аналогово-цифрового преобразователя регистрирует изменение сопротивления и преобразует его в координаты прикосновения (X и Y). В общих чертах алгоритм считывания таков:
1. На верхний электрод подаётся напряжение +5 В, нижний заземляется. Левый с правым соединяются накоротко, и проверяется напряжение на них. Это напряжение соответствует Y-координате экрана.
2. Аналогично на левый и правый электрод подаётся +5 В и «земля», с верхнего и нижнего считывается X-координата.

Существуют также восьмипроводные сенсорные экраны. Они улучшают точность отслеживания, но не повышают надёжности.

#### Пятипроводной
Пятипроводной экран более надёжен за счёт того, что резистивное покрытие на мембране заменено проводящим (5-проводной экран продолжает работать даже с прорезанной мембраной). На заднем стекле нанесено резистивное покрытие с четырьмя электродами по углам.
Изначально все четыре электрода заземлены, а мембрана «подтянута» резистором к +5 В. Уровень напряжения на мембране постоянно отслеживается аналогово-цифровым преобразователем. Когда ничто не касается сенсорного экрана, напряжение равно 5 В.
Как только на экран нажимают, микропроцессор фиксирует изменение напряжения мембраны и начинает вычислять координаты касания следующим образом:
1. На два правых электрода подаётся напряжение +5 В, левые заземляются. Напряжение на экране соответствует X-координате.
2. Y-координата считывается подключением к +5 В обоих верхних электродов и к «земле» обоих нижних.

Резистивные сенсорные экраны дёшевы и стойки к загрязнению. Резистивные экраны реагируют на прикосновение любым гладким твёрдым предметом: рукой (голой или в перчатке), пером, кредитной картой, медиатором. Их используют везде, где вандализм и низкие температуры исключены: для автоматизации промышленных процессов, в медицине, в сфере обслуживания (POS-терминалы), в персональной электронике (КПК). Лучшие образцы обеспечивают точность в 4096×4096 пикселей.
Недостатками резистивных экранов являются низкое светопропускание (не более 85 % для 5-проводных моделей и ещё более низкое для 4-проводных), низкая долговечность (не более 35 млн нажатий в одну точку) и недостаточная вандалоустойчивость (плёнку легко разрезать).

### Матричные сенсорные экраны
Конструкция аналогична резистивной, но упрощена до предела. На стекло нанесены горизонтальные проводники, на мембрану — вертикальные.
При прикосновении к экрану проводники соприкасаются. Контроллер определяет, какие проводники замкнулись, и передаёт в микропроцессор соответствующие координаты.
Имеют очень низкую точность. Элементы интерфейса приходится специально располагать с учётом клеток матричного экрана. Единственное достоинство — простота, дешевизна и неприхотливость. Обычно матричные экраны опрашиваются по строкам (аналогично матрице кнопок); это позволяет наладить мультитач. Постепенно заменяются резистивными.

### Ёмкостные сенсорные экраны

#### Поверхностно-ёмкостные

Принцип действия ёмкостного сенсорного экрана

Ёмкостный (или поверхностно-ёмкостный) экран использует тот факт, что предмет большой ёмкости проводит переменный ток.
Ёмкостный сенсорный экран представляет собой стеклянную панель, покрытую прозрачным резистивным материалом (обычно применяется сплав оксида индия и оксида олова). Электроды, расположенные по углам экрана, подают на проводящий слой небольшое переменное напряжение (одинаковое для всех углов). При касании экрана пальцем или другим проводящим предметом появляется утечка тока. При этом чем ближе палец к электроду, тем меньше сопротивление экрана, а значит, сила тока больше. Ток во всех четырёх углах регистрируется датчиками и передаётся в контроллер, вычисляющий координаты точки касания.
В более ранних моделях ёмкостных экранов применялся постоянный ток — это упрощало конструкцию, но при плохом контакте пользователя с землёй приводило к сбоям.
Ёмкостные сенсорные экраны надёжны, порядка 200 млн нажатий (около 6 с половиной лет нажатий с промежутком в одну секунду), не пропускают жидкости и отлично терпят токонепроводящие загрязнения. Прозрачность на уровне 90 %. Впрочем, проводящее покрытие, расположенное прямо на внешней поверхности, всё ещё уязвимо. Поэтому ёмкостные экраны широко применяются в автоматах, лишь установленных в защищённом от непогоды помещении. Не реагируют на руку в перчатке.
Стоит заметить, что из-за различий в терминологии часто путают поверхностно- и проекционно-ёмкостные экраны. По классификации, применённой в данной статье, экран, например, iPhone является проекционно-ёмкостным, а не поверхностно-ёмкостным.

#### Проекционно-ёмкостные

Принцип действия проекционно-ёмкостного сенсорного экрана

На внутренней стороне экрана нанесена сетка электродов. Электрод вместе с телом человека образует конденсатор; электроника измеряет ёмкость этого конденсатора (подаёт импульс тока и измеряет напряжение).
Первым телефоном с ёмкостным экраном был LG Prada. Компания Samsung сумела установить чувствительные электроды прямо между субпикселями AMOLED-экрана, это упрощает конструкцию и повышает прозрачность.
Прозрачность таких экранов до 90 %, температурный диапазон чрезвычайно широк. Очень долговечны (узкое место — сложная электроника, обрабатывающая нажатия). На проекционно-ёмкостных экранах может применяться стекло толщиной вплоть до 18 мм, что обеспечивает большую вандалоустойчивость. На непроводящие загрязнения не реагируют, проводящие легко подавляются программными методами. Поэтому проекционно-ёмкостные сенсорные экраны широко применяются и в персональной электронике, и в автоматах, в том числе установленных на улице. Многие разновидности поддерживают мультитач.

### Сенсорные экраны на поверхностно-акустических волнах
Экран представляет собой стеклянную панель с пьезоэлектрическими преобразователями (ПЭП), находящимися по углам. По краям панели находятся отражатели и принимающие датчики. Контроллер посылает на каждый ПЭП высокочастотный электрический сигнал. ПЭП преобразует этот сигнал в ПАВ, отражаемую от краёв экрана. Отражённые волны принимаются датчиками и посылаются на ПЭП, преобразующие их в электрический сигнал, который затем анализируется контроллером. При касании экрана пальцем часть энергии акустических волн поглощается. Приёмники фиксируют это изменение, а контроллер вычисляет положение точки касания. Экран реагирует на касание предметом, способным поглотить волну (палец, рука в перчатке, пористая резина).
Главным достоинством экрана на поверхностных акустических волнах (ПАВ) является возможность отслеживать не только координаты точки, но и силу нажатия (здесь, скорее, способность точно определять радиус или область нажатия), благодаря тому, что степень поглощения акустических волн зависит от величины давления в точке касания (экран не прогибается под нажатием пальца и не деформируется, поэтому сила нажатия не влечет за собой качественных изменений в обработке контроллером данных о координатах воздействия, который фиксирует только область, перекрывающую путь акустических импульсов). Данное устройство имеет очень высокую прозрачность, так как свет от отображающего прибора проходит через стекло, не содержащее резистивных или проводящих покрытий. В некоторых случаях для борьбы с бликами стекло вообще не используется, а излучатели, приёмники и отражатели крепятся непосредственно к экрану отображающего устройства. Несмотря на сложность конструкции, эти экраны довольно долговечны. По заявлению, например, американской компании Tyco Electronics и тайваньской фирмы GeneralTouch, они выдерживают до 50 млн касаний в одной точке, что превышает ресурс 5-проводного резистивного экрана. Экраны на ПАВ применяются, в основном, в игровых автоматах, в охраняемых справочных системах и образовательных учреждениях. Как правило, экраны ПАВ разделяют на обычные — толщиной 3 мм, и вандалостойкие — 6 мм. Последние выдерживают удар кулаком среднего мужчины или падение металлического шара весом 0,5 кг с высоты 1,3 м (по данным Elo Touch Systems). На рынке предлагаются варианты подключения к компьютеру как через интерфейс RS232, так и через интерфейс USB. На данный момент большей популярностью пользуются контроллеры к сенсорным экранам ПАВ, поддерживающие и тот, и другой тип подключения — combo (данные Elo Touch Systems).
Главным недостатком экрана на ПАВ являются сбои в работе при наличии вибрации или при воздействии акустическими шумами, а также при загрязнении экрана. Любой посторонний предмет, размещённый на экране (например, жевательная резинка), полностью блокирует его работу. Кроме того, данная технология требует касания предметом, который обязательно поглощает акустические волны, — то есть, например, пластиковая банковская карточка в данном случае неприменима.
Точность этих экранов выше, чем матричных, но ниже, чем традиционных ёмкостных. Для рисования и ввода текста они, как правило, не используются.

### Инфракрасные сенсорные экраны
Принцип работы инфракрасной сенсорной панели прост — сетка, сформированная горизонтальными и вертикальными инфракрасными лучами, прерывается при касании монитора любым предметом. Контроллер определяет место, в котором луч был прерван.
Инфракрасные сенсорные экраны боятся загрязнений и поэтому применяются там, где важно качество изображения, например, в электронных книгах. Из-за простоты и ремонтопригодности схема популярна у военных. Часто на таком принципе делают клавиатуры домофонов. Данный тип экрана применяется в мобильных телефонах компании Neonode.

### Оптические сенсорные экраны
Стеклянная панель снабжена инфракрасной подсветкой. На границе «стекло-воздух» получается полное внутреннее отражение, на границе «стекло — посторонний предмет» свет рассеивается. Остаётся заснять картину рассеивания, для этого существуют две технологии:
- В проекционных экранах рядом с проектором ставится камера[5][13]. Так устроен, например, Microsoft PixelSense[14][15][16].
- Либо светочувствительным делают дополнительный четвёртый субпиксель ЖК-экрана[5][6].

Позволяют отличить нажатия рукой от нажатий какими-либо предметами, есть мультитач. Возможны большие сенсорные поверхности, вплоть до классной доски.

### Тензометрические сенсорные экраны
Применение таких экранов полностью аналогично применению проекционно-емкостных сенсорных экранов. Реагируют на деформацию экрана. Точность тензометрических экранов невелика, зато они отлично выдерживают вандализм, перепады температуры и большое количество влаги. Основное применение — банкоматы, билетные автоматы и прочие устройства, расположенные на улице.

### Сенсорные экраны DST
Сенсорный экран DST (англ. Dispersive Signal Technology) регистрирует пьезоэлектрический эффект в стекле. Возможно нажатие на экран рукой или любым предметом.
Отличительной особенностью является высокая скорость реакции и возможность работы в условиях сильного загрязнения экрана. Однако палец должен двигаться, неподвижный палец система не замечает.

### Индукционные сенсорные экраны
Индукционный сенсорный экран — это графический планшет со встроенным экраном. Такие экраны реагируют только на специальное перо.
Применяются, когда требуется реакция именно на нажатия пером (а не рукой): художественные планшеты класса high-end, некоторые модели планшетных ПК.

### Сводная таблица
|                              | Матр.            | 4-пров.          | 5-пров.          | Ёмк.             | Пр-ёмк.          | ПАВ              | ИК-сетка         | Опт.             | Тензо            | DST              | Индукц.          |
| Функциональность             | Функциональность | Функциональность | Функциональность | Функциональность | Функциональность | Функциональность | Функциональность | Функциональность | Функциональность | Функциональность | Функциональность |
| ---------------------------- | ---------------- | ---------------- | ---------------- | ---------------- | ---------------- | ---------------- | ---------------- | ---------------- | ---------------- | ---------------- | ---------------- |
| Рука в перчатке              | Да               | Да               | Да               | Нет              | Нет              | Да               | Да               | Да               | Да               | Да               | Нет              |
| Твёрдый проводящий предмет   | Да               | Да               | Да               | Да               | Да               | Нет              | Да               | Да               | Да               | Да               | Нет              |
| Твёрдый непроводящий предмет | Да               | Да               | Да               | Нет              | Нет              | Нет              | Да               | Да               | Да               | Да               | Нет              |
| Отличает перо от руки        | Нет              | Нет              | Нет              | Нет              | Да               | Нет              | Нет              | Да               | Нет              | Нет              | Нет              |
| Множественное нажатие        | Да               | Нет              | Да               | Да               | Да               | Да               | Да               | Да               | Нет              | Нет              | Нет              |
| Измерение силы нажатия       | Нет              | Нет              | Нет              | Нет              | Да               | Да               | Нет              | Да               | Да               | Нет              | Да               |
| Предельная прозрачность, %   | 85               | 75               | 85               | 90               | 90               | 100              | 100              | 100              | 95               |                  | 90               |
| Точность                     | Низ.             | Выс.             | Выс.             | Выс.             | Выс.             | Сред.            | Низ.             | Сред.            | Низ.             | Выс.             | Выс.             |
| Надёжность                   |                  |                  |                  |                  |                  |                  |                  |                  |                  |                  |                  |
| Срок жизни, млн нажатий      | 35               | 10               | 35               | 200              | ∞                | 50               | ∞                | ∞                | ???              | ∞                | ∞                |
| Защита от грязи и жидкостей  | Да               | Да               | Да               | Да               | Да               | Нет              | Нет              | Да               | Да               | Да               | Да               |
| Устойчивость к вандализму    | Нет              | Нет              | Нет              | Нет              | Да               | Нет              | Нет              | Да               | Да               | Нет              | Нет              |
| Применение                   | Огран.           | Огран.           | Огран.           | Помещ.           | Улица            | Помещ.           | Помещ.           | Помещ.           | Улица            | Помещ.           | Огран.           |

1. 1 2 3 4 5  Поддерживается с ограничениями, максимум 2 точки касания.
2. ↑  Если нужна только стеклянная панель, без каких-либо прозрачных проводящих плёнок — условно 95%. Если не нужна даже она (можно применить штатное покрытие экрана) — условно 100%<
3. ↑  Высокая — до пикселя (точно отслеживает острое перо). Средняя — до нескольких пикселей (достаточная для нажатий пальцем). Низкая — крупными блоками экрана (невозможно рисование, требуются очень крупные элементы интерфейса).
4. 1 2 3 4  Ограничивается надёжностью электроники.
5. ↑  Ограничивается загрязнением датчика.
6. ↑  Огран — аппаратура ограниченного доступа (персональная электроника, промышленная аппаратура). Помещ — общий доступ в охраняемом помещении. Улица — общий доступ на улице.